# Siksakubur
A Siksakubur (jelentése: "a sír büntetése") indonéz technikás death metal együttes. 1996-ban alakultak meg Jakartában. Az Encyclopaedia Metallum szerint a név a Sepulturától származik. Lemezeiket az "Armstretch Records" kiadó jelenteti meg.

## Tagok
- Rudy Harijanto - éneklés (2012-)
- Andre Marore Tiranda - gitár, háttér-éneklés (2002-)
- Adhitya Perkasa - dobok (2011-)
- Ricky Rangga - gitár (2016-)
- Gilang Pristanto - basszusgitár (2016-)

## Diszkográfia
- The Carnage - EP, 2000
- Back to Vengeance - nagylemez, 2002
- Eye Cry - nagylemez, 2003
- Back to Vengeance / The Carnage - válogatás, 2003
- Rottrevore Death Fest - split videóalbum (a Jasaddal, a Disinfected-del és a Forgottennel) - 2006
- Podium - nagylemez, 2007
- Tentara Merah Derah - nagylemez, 2010
- St. Kristo - nagylemez, 2012
- Siksakubur - nagylemez, 2014
- Mazmur:187 - nagylemez, 2016